# Пахомій (Война-Оранський)
Пахóмій Вóйна-Ора́нський гербу Косцеша (пол. Pachomiusz Woyna-Orański herbu Kościesza; бл. 1599 — 23 червня 1653, Пінський повіт) — церковний діяч, василіянин, з 1637 ― унійний єпископ Пінський і Турівський.

## Служіння
Походив з пінського боярсько-шляхетського роду Войнів-Оранських гербу Косцеша, з якого вийшло кілька ієрархів української церкви. У 1619 розпочав навчання з філософії у Браунсберзькій єзуїтській колегії. Архимандрит Жидичинськогоа і Кобринського монастирів. Протоархимандрит ордену василіян з 1639 року. Уніятський єпископ Пінський і Турівський з 1637 року. Спричинився до боротьби з протоархімандритом василіян Семеном Яцковичем за Лещинський монастир. До прибуття в монастир 25 жовтня 1649 року архімандрита Нафанаїла Лозовського запечатав у скринях усі книги, пожертви і інші коштовності монастиря.

## Богословська література
Письменник-полеміст, автор книги «Зерцадло або заслона...» (пол. Zwierciadło albo zasłona naprzeciw uszczypliwey Perspektywie X. Kassyana Sakowicza złożonego archimandryty Dubieńsk., Вільно, 1645) в якій спростовує антиуніатські випади Касіяна Саковича (відомого українського поета, останній, перейшовши в латинство, паплюжив і православних і уніатів), зокрема виступив проти його критики «руського обряду». Противник григоріанського календаря.